# Armenia en los Juegos Olímpicos de Río de Janeiro 2016
Armenia estuvo representada los Juegos Olímpicos de Río de Janeiro 2016 por un total de 33 deportistas que compitieron en 8 deportes. Responsable del equipo olímpico es el Comité Olímpico Nacional de Armenia, así como las federaciones deportivas nacionales de cada deporte con participación.
El portador de la bandera en la ceremonia de apertura fue el nadador Vahan Mjitarian.

## Medallistas
El equipo olímpico de Armenia obtuvo las siguientes medallas:
| Nombre             | Deporte            | Competición |
| ------------------ | ------------------ | ----------- |
| Oro                |                    |             |
| Artur Alexanian    | Lucha grecorromana | 98 kg M     |
| Plata              |                    |             |
| Simon Martirosian  | Halterofilia       | 77 kg M     |
| Gor Minasian       | Halterofilia       | +105 kg M   |
| Mihran Harutiunian | Lucha grecorromana | 66 kg M     |
| Bronce             |                    |             |
| —                  |                    |             |